# Alfred J. Gross
Alfred J. Gross nació el 22 de febrero de 1918 y murió el 21 de diciembre de 2000, fue un pionero en las comunicaciones móviles inalámbricas. Inventó y patentó importantes dispositivos de comunicaciones, incluido el primer walkie-talkie, CB radio, el localizador de teléfonos inalámbricos. A pesar de los éxitos de estas invenciones, las patentes expiraron temprano para lograr alguna fortuna.

## Biografía
Al Gross nació en Toronto, Ontario, Canadá en 1918, pero creció en Cleveland, Ohio, Estados Unidos. Su entusiasmo por la radio se despertó a la edad de nueve años cuando por primera vez tiene la oportunidad de conocerle gracias al radio-operador de un barco, el técnico permitió que Alfred se colocara los audífonos explicándole el manejo del aparato, esto ocurría cuando viajaba por el lago Erie en un vapor, la sala de transmisiones cambiaría su vida entusiasmando al niño a incursionar en el mundo de la radio. Tres años más tarde, Gross convierte el sótano de su casa en una estación de radio, logrando obtener diferentes partes de equipos que para la época se consideraban sofisticados.
Gracias al apoyo de su padre Al obtiene a los dieciséis años su licencia de radioaficionado, se le asignó las siglas o indicativo de llamada «W8PAL» la cual utilizó durante toda su vida.
Siendo un adolescente ingresa en un programa de ingeniería en la Case Western Reserve University en Cleveland y el Institute of Advanced Study de Princenton, donde recibió clases de Albert Einstein.

## Walkie-talkie
Su interés y conocimientos en tecnología de radio ha crecido considerablemente, está decidido a investigar la inexplorada región de frecuencias por encima de 100 MHz, y en 1938 inventa y patenta un aparato portátil, sistema de comunicaciones ligero y en dos sentidos, el "walkie-talkie".
Durante la Segunda Guerra Mundial, Gross fue invitado a Washington por un radio operador perteneciente a Banda Ciudadana, este trabajaba en la OSS en Servicios Estratégicos para que mostrara su nuevo equipo al que bautizaría con el nombre de "Joan/Eleanor" 
Este aparato fue propuesto para que los agentes encubiertos los usaran. Los agentes estaban destacados en Alemania y en los países ocupados, de esta forma ya podían comunicarse desde tierra con aviones que volarían a gran altura sobre el territorio enemigo.
Observando el interés del gobierno por su invento decide profundizar más y perfeccionar el aparato, su idea era miniaturizar un receptor muy sensible que pudiera usarse con eficacia. En 1943 conoce al inventor E.H. Armstrong, que le da nuevas ideas y le sugiere realizar un receptor «super-regenerativo» para cumplir con el propósito. Alfred Gross logra el dispositivo llevando el proyecto Joan/Eleanor a ser clasificado "Top Secret" por la OSS, no pudiéndose hacer público hasta mucho después de finalizada la guerra.

## Citizen Radio Corporation
En su empeño por desarrollar transreceptores inalámbricos y fabricarlos para el uso portátil personal funda la Citizen Radio Corporation, esto ocurría ya finalizada la guerra. también desarrollo equipos para el rescate y emergencia que fueron optenidos por la Comisión de Marítima y la Administración de Transporte de Guerra.
El servicio de Guardacostas le contrata en 1948 para desarrollar un equipo portátil que pudiese trabajar en 401 Mc/s, convirtiendo esto en un reto pues de ahí proviene el teléfono celular. Para ese año el dibujante Chester Gould se inspira en estos aparatos para la creación del famoso radio-reloj pulsera que usaba el detective Dick Tracy.
Otros de sus inventos fue el Beeper o Buscapersonas realizado en 1949, Gross sugirió que este método de búsqueda podría funcionar para los médicos pero a la vez ellos protestaron por los inconvenientes que traería la emisión del sonido del aparato. Gross estaba muy adelantado en los inventos para su época, de hecho perdió la mayoría de las patentes ya que caducaron antes de lograr hacer comercial tales artefactos.
La idea de los teléfonos móviles fue rechazada por todas las empresas de telefonía en 1950 y el primero en rechazarla fue la gigante de la telefonía Bell Telephone.